# فريدريش فيلهلم آرغلاندر
فريدريش فيلهلم آرغلاندر (بالألمانية: Friedrich Wilhelm August Argelander) هو فلكي ألماني مولود بتاريخ 22/3/1799 في ميمل (حالياً كلايبيدا) والمتوفي بتاريخ 17/2/1875 في بون, منذ عام 1823 راصد في توكو وهلسنكي بفنلندا ثم منذ 1837 أستاذ في بون ومديرا للمرصد بها, اشتغل أرجليندر في بداية حياته الفلكية بالحركات الذاتية للنجوم وحركة الشمس الشاذة وأصدر في عام1843 أطلس النجوم «يورانوميتريانوفا», كما ظهر له في الفترة من 1859 إلى 1862 مصنف بونر الذي ما زال يعمل به مرجعاً قياسياً حتى يومنا هذا.